# 钱岗村

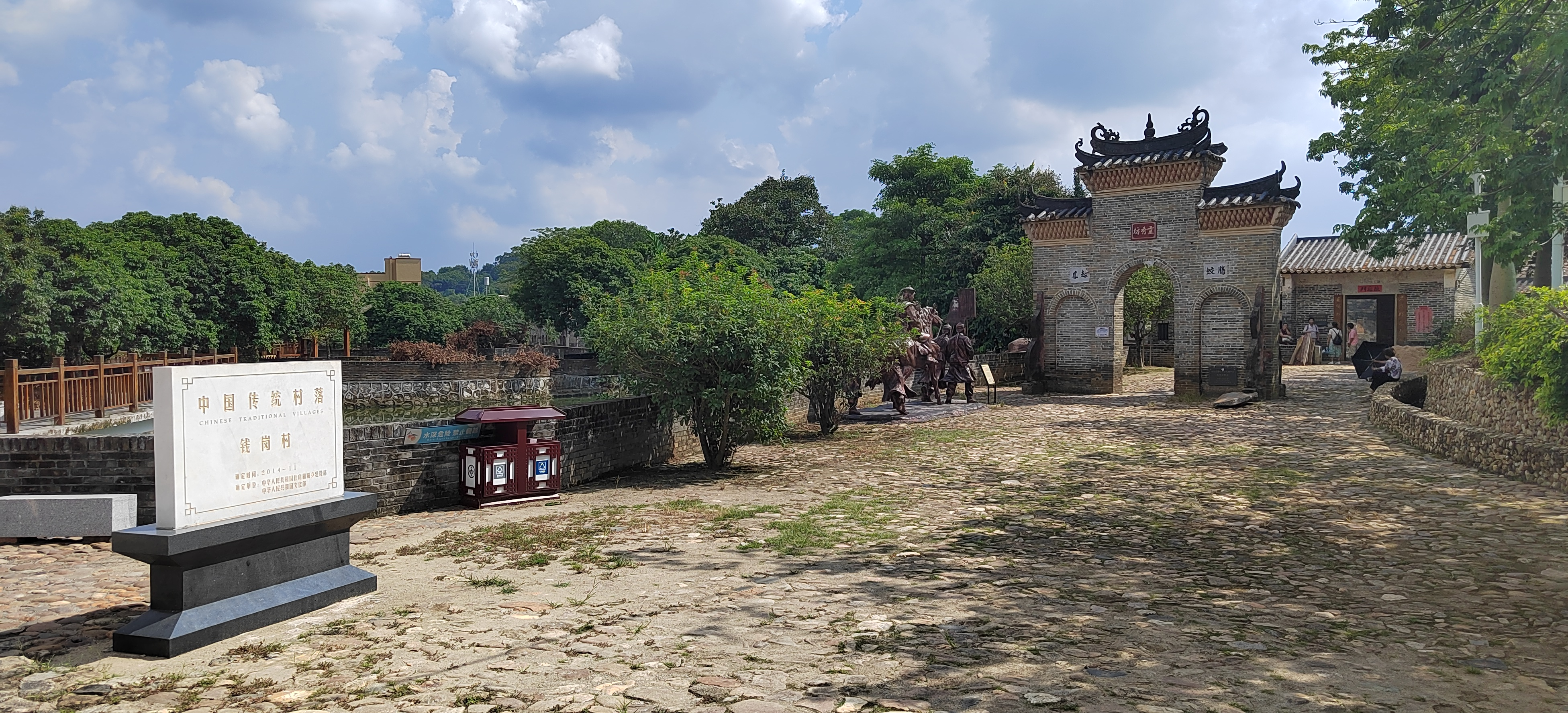
灵秀坊

钱岗村是中国广东省广州市从化区的一个行政村，在太平镇东北面约7千米。钱岗村的历史可追溯至宋末元初，彼时钱氏祖先从南雄珠玑巷迁徙至此定居，钱岗村也由此得名。村落三面被青山环绕，流溪河的支流沙溪河于村南处自东向西流过。沙溪水库在村东大约4千米，附近有历史悠久的沙溪古道。
钱岗村内姓氏丰富，主要有陆、沈、叶等姓氏家族。截至2015年末，该村户籍人口数量达4780人，其中男性2440人，女性2340人。实际居住在村内的人口约4000人。此外，有116位香港人的祖籍是钱岗村。这里的村民皆为汉族，属于广府民系，在日常交流中使用的是粤方言从化太平沙溪话。 2014年，钱岗村被认定为第三批中国传统村落。

## 村落布局
钱岗古村是保存状态较为完好的典型广府村落。村内现存传统民居900余座，包括4座宗祠、4座门楼、9间书院和4座更楼。村落东、南、西、北四个方向，分别建有启延门、震明门、镇华门和迎龙门，门楼之间由青砖围墙相连。早期沿围墙外设有护村河，后改造为鱼塘。
古村街巷以山崖石、田园石、沙溪河石等不规则石料砌成，呈梅花状分布。村西南角小路上有一巨石，被村民称为“村胆石”；靠近门楼出口处，设有可上下活动的“拦猪石”，又名“石猪箝” 。全村共有12条知名小巷，多为丁字巷布局。全国重点文物保护单位广裕祠，亦坐落于钱岗古村内。 